# Conteville-lès-Boulogne
Conteville-lès-Boulogne é uma comuna francesa na região administrativa de Altos da França, no departamento de Pas-de-Calais. Estende-se por uma área de 2,1 km². Em 2010 a comuna tinha 500 habitantes (densidade: 238,1 hab./km²).